# Jutrosin (przystanek kolejowy)
Jutrosin − nieczynny przystanek osobowy we wsi Rogożewo, w gminie Jutrosin, w Polsce, w województwie wielkopolskim, w powiecie rawickim.